# Hello, Dolly! (песня)
«Hello, Dolly!» (в переводе с англ. — «Привет, Долли!») — песня, написанная Джерри Херманом в 1963 году для одноимённого мюзикла. Композиция получила мировую известность после выпуска сингла с исполнением Луи Армстронга. В 2001 году «Hello, Dolly!» была введена в Зал славы Грэмми.

## История песни
В декабре 1963 года в целях создания рекламы для мюзикла, премьера которого была назначена на 16 января 1964 года, Луи Армстронг по инициативе своего продюсера записал демоверсию песни. Премьера мюзикла стала весьма успешной, и Kapp Records выпустила демоверсию песни синглом. Успех песни привёл к тому, что даже сам мюзикл, изначально называвшийся «Dolly, A Damned Exasperating Woman», был переименован в «Hello, Dolly!».
«Hello, Dolly!» стала самой известной песней Армстронга. 9 мая 1964 года песня поднялась до первого места в Billboard Hot 100, сбросив оттуда песню The Beatles «Can't Buy Me Love», которое она делила с ещё двумя песнями The Beatles в течение 14 недель до этого. 63-летний Армстронг стал самым пожилым исполнителем песни, добравшейся до первого места в хит-параде Billboard. С 28 марта по 23 мая 1964 года (в течение 9 недель) песня занимала первое место в Adult contemporary chart[уточнить].
Песня была включена в одноимённый альбом Луи Армстронга, выпущенный в 1964 году и достигший «золотого» статуса. В 1965 году «Hello, Dolly!» получила премию Грэмми как песня года, а Армстронг с этой песней получил Грэмми за лучший мужской вокал.
Не ограничившись сольным синглом, Луи Армстронг записал эту песню совместно со Барброй Стрейзанд для одноимённого фильма 1969 года. Также существует бесчисленное количество концертных записей, как соло, так и в дуэтах.
Песня стала популярным стандартом и многократно исполнялась и записывалась различными исполнителями, такими, как Кэрол Ченнинг (первая исполнительница роли Долли в мюзикле, записала собственный вариант «Hello, Lyndon!»), Элла Фитцджеральд, Дюк Эллингтон, Лайза Миннелли, Бенни Гудман, Фрэнк Синатра и многими другими. В СССР свой вариант на английском и русском языках первым исполнил и записал Эмиль Горовец (0045393-4 и Д-17523-4, 1966), а позже и Муслим Магомаев (CM-0004093-94, 1973).
В варианте Луи Армстронга текст песни несколько изменён в сравнении с оригиналом. Первая строчка оригинала звучит как «Hello, Dolly! Well, hello, Dolly!» (с англ. — «Привет, Долли! Что ж, привет, Долли!»), но в исполнении Армстронга она же звучит как «Hello, Dolly! This is Louis, Dolly!» (с англ. — «Привет, Долли! Это Луи, Долли!»). Также в отличие от оригинала в песне имеется вступление, сыгранное на банджо.

## Спор об авторстве
Авторство музыки к песне оказалось предметом спора. Композитор Мак Дэвид, известный по музыке для телевидения, номинант на премию «Оскар», заявил, что первые четыре такта «Hello, Dolly!» аналогичны первым четырём тактам припева его песни «Sunflower», вышедшей в 1948 году. Впоследствии Джерри Херман напишет в воспоминаниях, что никогда не слышал этой песни, но тогда он предпочёл не доводить дело до суда и выплатил компенсацию.